# Hypselospinus
Гипселоспин (лат. Hypselospinus; букв. «высокий шип») — род птицетазовых динозавров из группы игуанодонтов, инфраотряда орнитоподов, живших в раннем меловом периоде (около 141—137 млн лет назад) на территории современной Великобритании. Представлен единственным видом — Hypselospinus fittoni.

## Описание
В длину Hypselospinus fittoni мог достигать до 6 метров. Всего известно окаменелости 3 скелетов, найденных в глиняном карьере Шорден (англ. Shornden Quarry), в графстве Восточный Суссекс, Англия, в слоях песчаника формации Уодхерст-Клэй (англ. Wadhurst Clay Formation; нижний валанжин). Являлся современником другого динозавра — Barilium. Hypselospinus был впервые описан как вид игуанодона (Iguanodon fittoni) Ричардом Лайдеккером в 1889 году. Однако в 2010 году он окончательно был возведён в качестве отдельного таксона Дэвидом Норманом и причислен к группе Styracosterna. Позднее в том же году, вторая группа учёных в лице Кеннета Карпентера и Юсукэ Исиды независимо переквалифицировали Iguanodon fittoni в новый род Wadhurstia, который, таким образом стал младшим синонимом Hypselospinus.
Вид Iguanodon hollingtoniensis является синонимом Hypselospinus fittoni.
Название Hypselospinus fittoni образовано от древнегреческого слова «hypselos» — «высокий» и латинского «spina» — «шип, колючка», ссылаясь на высокие остистые отростки тел позвонков. Видовое название дано в честь ирландского врача и геолога-любителя Уилльяма Генри Фиттона (англ. William Henry Fitton; 1780—1861).